# Pål Haugen Lillefosse
Pål Haugen Lillefosse, né le 4 juin 2001, est un athlète norvégien, spécialiste du saut à la perche et du 100 mètres.

## Biographie
Il remporte plusieurs titres européens dans les catégories jeunes. Il détient également plusieurs titres nationaux en saut à la perche et obtient des places d'honneur sur 100 mètres. 
En franchissant 5,83 m à Uppsala le 13 février 2022, il devient le nouveau recordman de Norvège du saut à la perche en salle. En plein air il établit un record national à 5,85 m à Bergen, avant de le porter à 5,86 m lors des championnats de Norvège.

## Palmarès

### International
| Date | Compétition                                  | Lieu     | Résultat | Épreuve          | Marque        |
| ---- | -------------------------------------------- | -------- | -------- | ---------------- | ------------- |
| 2017 | Festival olympique de la jeunesse européenne | Győr     | 1er      | Saut à la perche | 5,00 m        |
| 2017 | Festival olympique de la jeunesse européenne | Győr     | 2e       | 4×100 mètres     | 41,79 s       |
| 2018 | Championnats d'Europe jeunesse               | Győr     | 3e       | 100 mètres       | 10, 72 s      |
| 2018 | Championnats d'Europe jeunesse               | Győr     | 1er      | Saut à la perche | 5,46 m        |
| 2018 | Championnats d'Europe jeunesse               | Győr     | 11e      | Relais suédois   | 1 min 59 s 58 |
| 2019 | Championnats d'Europe juniors                | Borås    | 1er      | Saut à la perche | 5,41 m        |
| 2021 | Championnats d'Europe espoirs                | Tallinn  | 5e       | Saut à la perche | 5,60 m        |
| 2022 | Championnats du monde en salle               | Belgrade | 10e      | Saut à la perche | 5,60 m        |
| 2022 | Championnats du monde                        | Eugene   | 9e       | Saut à la perche | 5,80 m        |
| 2022 | Championnats d'Europe                        | Munich   | 3e       | Saut à la perche | 5,75 m        |
| 2023 | Championnats d'Europe espoirs                | Espoo    | 3e       | Saut à la perche | 5,66 m        |

### National
| Date | Compétition                      | Lieu         | Résultat | Épreuve          | Marque  |
| ---- | -------------------------------- | ------------ | -------- | ---------------- | ------- |
| 2016 | Championnats de Norvège en salle | Bærum        | 4e       | Saut à la perche | 4,80 m  |
| 2016 | Championnats de Norvège          | Askøy        | 4e       | Saut à la perche | 4,80 m  |
| 2017 | Championnats de Norvège en salle | Ulsteinvik   | 8e       | 60 m             | 7,07 s  |
| 2017 | Championnats de Norvège en salle | Ulsteinvik   | 2e       | Saut à la perche | 5,15 m  |
| 2017 | Championnats de Norvège          | Sandnes      | 6e       | 100 m            | 10,86 s |
| 2018 | Championnats de Norvège en salle | Bærum        | 2e       | Saut à la perche | 5,40 m  |
| 2019 | Championnats de Norvège en salle | Haugesund    | 1er      | Saut à la perche | 5,40 m  |
| 2019 | Championnats de Norvège          | Hamar        | 2e       | Saut à la perche | 5,40 m  |
| 2020 | Championnats de Norvège en salle | Bærum        | 1er      | Saut à la perche | 5,65 m  |
| 2020 | Championnats de Norvège          | Bergen       | 5e       | 100 mètres       | 10,90 s |
| 2020 | Championnats de Norvège          | Bergen       | 2e       | Saut à la perche | 5,50 m  |
| 2021 | Championnats de Norvège          | Kristiansand | 2e       | Saut à la perche | 5,45 m  |
| 2022 | Championnats de Norvège en salle | Ulsteinvik   | 1er      | Saut à la perche | 5,70 m  |

## Records
| Épreuve          | Épreuve   | Marque  | Lieu      | Date            |
| ---------------- | --------- | ------- | --------- | --------------- |
| 60 mètres        | En salle  | 6 s 91  | Steinkjer | 10 mars 2018    |
| 100 mètres       | Plein air | 10 s 55 | Oslo      | 7 juin 2018     |
| Saut à la perche | Plein air | 5,86 m  | Stjørdal  | 25 juin 2022    |
| Saut à la perche | Salle     | 5,83 m  | Uppsala   | 13 février 2022 |